# برابانت والونی
استان اوئلون بربان (به فرانسوی: Walloon Brabant) در منطقه فدرال والوون در کشور بلژیک واقع شده‌است.